# Oireachtas na Gaeilge
Oireachtas na Gaeilge (of An t'Oireachtas na Gaeilge) is een jaarlijks muzikaal en sociaal festival van Ierse cultuur dat, met enkele onderbrekingen, loopt vanaf 1897. Het festival promoot de Ierse taal onder meer door middel van competities in Sean-nós-zang, Sean-nós dance en Uilleann pipes.